# Alfred Heuß (Musikwissenschaftler)

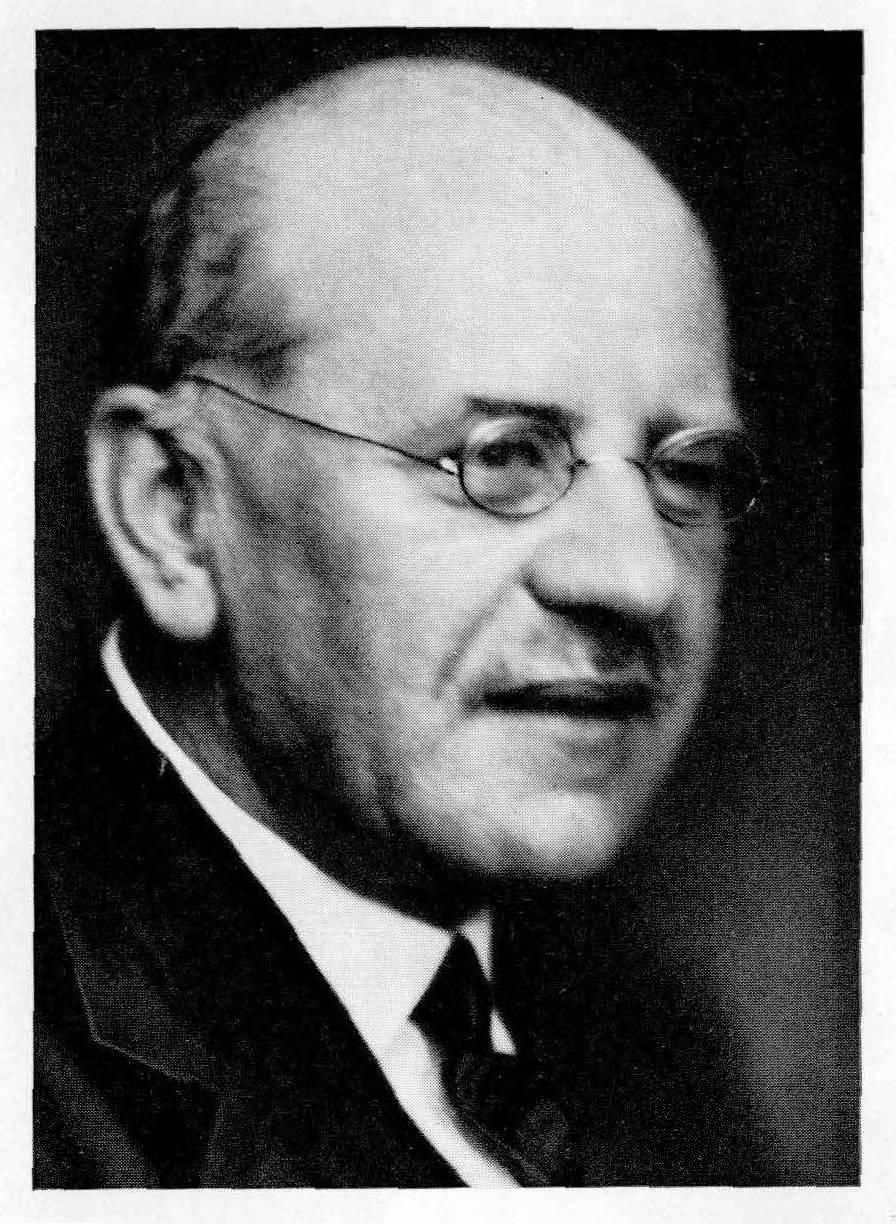

Alfred Valentin Heuß (auch Heuss; * 27. Januar 1877 in Chur; † 9. Juli 1934 in Gaschwitz bei Leipzig) war ein deutscher Musikwissenschaftler, Musikkritiker und Herausgeber von Musikzeitschriften.

## Leben
Er wurde nach dem Musikstudium in Stuttgart, München und Leipzig 1902 promoviert und war von 1904 bis 1914 Redakteur der Zeitschrift der internationalen Musikgesellschaft, von 1921 bis 1929 Chefredakteur der Zeitschrift für Musik. Heuß veröffentlichte als Musikkritiker und Musikschriftsteller vor allem zur Alten Musik sowie zur Musik der Klassik und Romantik.
Der von ihm als „undeutsch“ angesehenen zeitgenössischen Musik stand er ablehnend gegenüber. Oliver Hilmes hat dargestellt, wie Heuß die Zeitschrift für Musik in der Weimarer Republik zu einem Bollwerk gegen die Avantgarde und alles vermeintlich ‚Undeutsche‘ entwickelte. Die Tendenz des Monatsblattes, besonders an den Rezensionen zeitgenössischer Werke ablesbar, beruhte nicht auf differenzierter Analyse, sondern führte pauschale Abwertungen und stereotype Vorurteile ins Feld. Sogenannte ‚killer-phrases‘ täuschten vor, die Ursachen komplexer gesellschaftlicher Krisen aufzudecken. Tatsächlich trugen die Scheinargumente jedoch zu einer dogmatischen Spaltung in ‚Gut‘ und ‚Böse‘ bei. Heuß warf sich zum Richter auf über die Existenzberechtigung von Werken und deren Schöpfern. Seine Kritik bezog sich auch auf Dirigenten wie Gustav Brecher. Die Musikideologie im NS-Staat stellte nur den Gipfelpunkt einer lange vorher einsetzenden Entwicklung dar.
Heuß’ stramm nationale Haltung ging mit dem Hass auf die Moderne und ausgeprägtem Antisemitismus einher. Ein Artikel von 1925 kritisierte die Berufung Arnold Schönbergs zum Vorsteher einer der drei Meisterklassen für Komposition an der Preußischen Akademie der Künste in Berlin. Eingangs fällte er sein ästhetisches Urteil über Schönbergs Kompositionen: „Jeder Kenner der Verhältnisse, ob rechts oder links stehend, weiß, daß die Zeit der Schönbergschen hysterischen Krämpfe und Fieberschauer in der Musik vorüber ist, diese ganz anderen Zielen zusteuert und zusteuern muß, weil die verkörperte Unnatur auf die Länge einfach nicht zum Prinzip genommen werden kann.“ Im nächsten Schritt geriet die Berufung Schönbergs zur nationalen Tragödie: „Die heute bereits soweit sichergestellte Probe auf ihre Existenz wird der deutschen Musik mindestens einige Jahrzehnte kosten, noch auf lange hinaus wird ihr Quell trübe fließen, weil eben, und zwar zum erstenmal in ihrer Geschichte, spezifisch jüdische Kräfte ihre Entwicklung in einer Zeit innerer Entkräftigung in die Hand genommen haben. Der auf sich selbst gestellte, nirgends mehr bodenständige, auch bewußt traditionslos sein wollende Jude als fanatischer Führer – das bedeutet nichts anderes als den Weg zum Untergang“.
Heuß war auch selbst als Komponist tätig. Seine Söhne waren der Althistoriker Alfred Heuß und der Nationalökonom Ernst Heuss.